# پنجره پرتاب

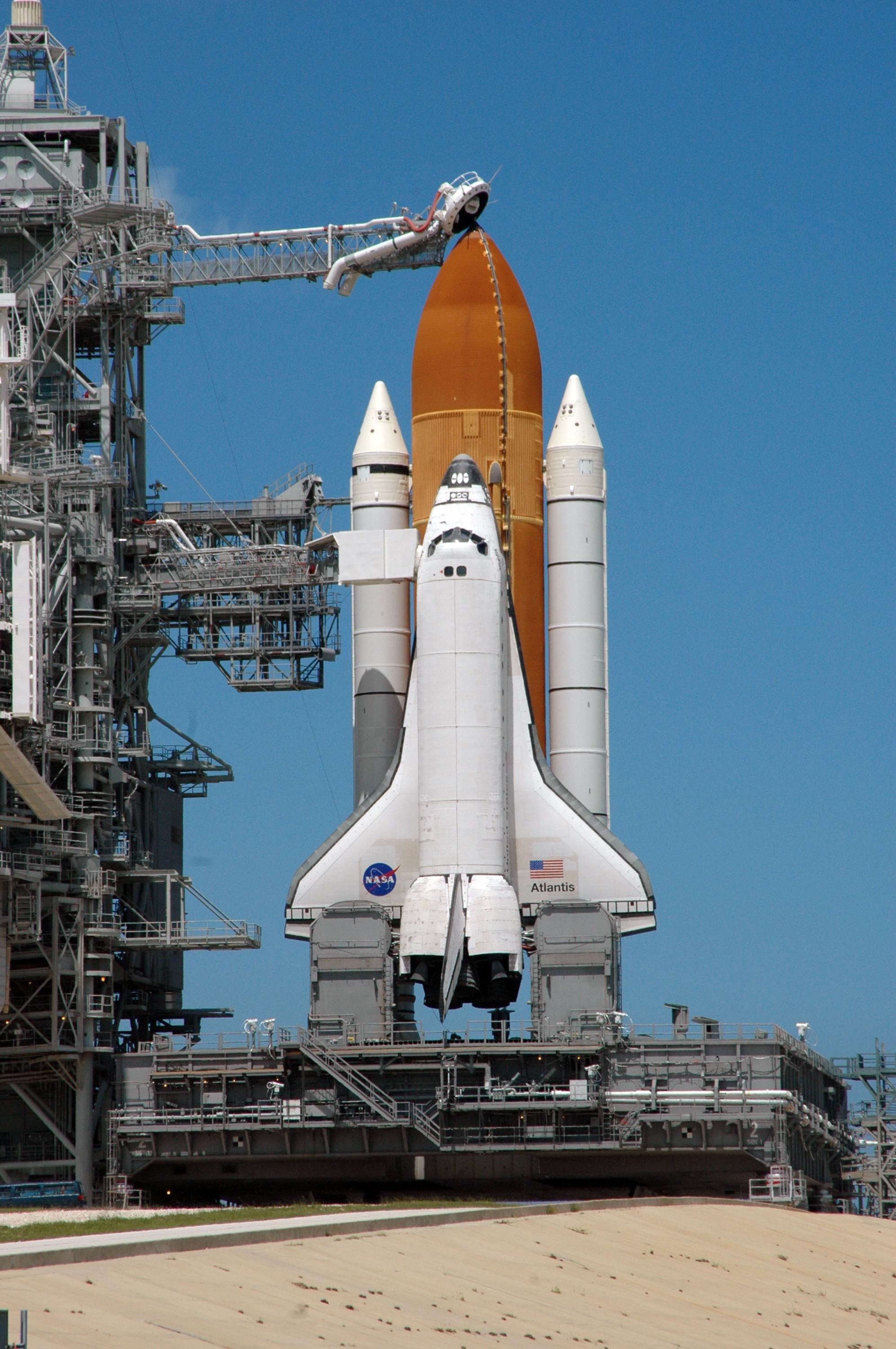
پنجره پرتاب 39B

پنجره راه‌اندازی یا پنجره پرتاب (به انگلیسی: Launch window)، در پروازهای فضایی، یک دورهٔ زمانی‌است که در طی آن یک وسیلهٔ نقلیهٔ ویژه (موشک، شاتل فضایی، و غیره) باید به منظور رسیدن به هدف مورد نظر خود راه‌اندازی شود. اگر راکت در این فاصلهٔ زمانی راه اندازی نشود، نیاز است تا فرارسیدن پنجرهٔ بعدی صبر شود.
برای یک سفر عمدتاً اختیاری، برای رسیدن به مدار زمین، به وقت راه‌اندازی خاصی نیاز نیست. اما اگر پرتاب این فضاپیما برای ملاقات با شی دیگری که در حال حاضر در آن مدار قرار دارد صورت می‌گیرد، نیاز است که راه‌اندازی با دقت برای زمانی زمان‌بندی شود که در آن زمان صفحه مداری آن شی دیگر با صفحه مداری سایت راه‌اندازی متقاطع باشد تا در آن حدود زمانی ملاقات فضایی امکان‌پذیر شود.
ماهواره‌های دیدبانی زمین اغلب به سوی مدارهای خورشیدآهنگ که در نزدیکی مدار قطبی هستند راه‌اندازی می‌شوند. برای این مدارها، پنجره پرتاب در زمانی از روز رخ می‌دهد که موقعیت سایت راه‌اندازی با صفحهٔ مداری مورد نیاز در تراز وسط قرار دارد. برای راه‌اندازی در زمان‌های دیگر به یک مانور مداری برای تغییر صفحه مداری نیاز است که خود نیازمند مقدار زیادی سوخت است.
برای راه‌اندازی به سوی مدار نزدیک زمین (LEO)، زمان راه‌اندازی واقعی؛ اگر یک مدار پارکینگ استفاده شود، می‌تواند تا حدودی انعطاف‌پذیر باشد، به دلیل تمایل و زمان این فضاپیما در ابتدا در مدار پارکینگ صرف می‌تواند متفاوت باشد.